# Danbo (personaje)
Danbo (ダンボー Danbō?, lit. cartulina) es un personaje robot ficticio de caja de cartón de la serie de manga Yotsuba to! de Kiyohiko Azuma. En la traducción al inglés de ADV Manga del manga se usó el nombre Cardbo, pero el nombre fue restaurado a Danbo en la traducción al inglés de Yen Press publicada más tarde. En realidad, Danbo no es más que Miura Hasayaka, una amiga de Ena, la vecina de la protagonista Yotsuba, dentro de un disfraz hecho de cartón. Más tarde, Danbo fue elegido como un meme de Internet e inspiró varios dispositivos electrónicos.

## Origen
Miura creó el disfraz con cajas de cartón como un proyecto escolar en el volumen 5 de la serie. La protagonista de 5 años, Yotsuba, está convencida de que es un robot real. Danbo también fue visto en el volumen 10, cuando Yotsuba visita el apartamento de Miura en un complejo de apartamentos (Yotsuba cree que es un castillo), ya que ella encuentra la cabeza del disfraz.

## Apariciones

### Capítulo 28: «Yotsuba y Danbo»
Danbo apareció por primera vez en el capítulo 28 del manga. Fue creado como resultado de un desafío durante las vacaciones de verano para los estudiantes de la escuela primaria Ena y Miura. Aunque la persona dentro (Miura) es capaz de moverse con el disfraz, la joven protagonista, Koiwai Yotsuba, se encontró por casualidad en la casa de su vecina Ayase a Miura mientras llevaba el disfraz. Debido a que Yotsuba creía que era un robot real, las dos estudiantes de la escuela primaria unieron fuerzas para improvisar una historia con el fin de no destruir el sueño de Yotsuba. Cuando Danbo dice que se va a casa, deja la casa de Ayase, con Miura todavía dentro y Yotsuba todavía creyendo en él.
En el segundo semestre, presentado a la escuela como un proyecto de verano, Danbo recibe un sello del maestro en la parte posterior de su cabeza que dice «Muy bien hecho». Después de eso, el disfraz de Danbo se almacena en la habitación de Miura, donde lo deja descomponer. En el volumen 10, Yotsuba desentierra la cabeza.

### Capítulo 69
Yotsuba y Ena visitan a Miura, donde encuentra el disfraz de Danbo y se sorprende al ver que Danbo no se mueve. Miura le dice que esto se debe a que murió, pero Ena interviene y refuta esto y empuja a Yotsuba fuera de la habitación con el pretexto de que ella y Miura necesitan realizar un ritual de resurrección. Por lo tanto, Miura necesita volver a ponerse el disfraz y luego Yotsuba, Ena y Danbo van a jugar al parque.

## Comercialización
La empresa japonesa Kaiyodo ha producido desde finales de 2007 varias figuras de acción de Danbo que se convirtieron en un meme de Internet, y son conocidas en Internet como un héroe de muchas sesiones de fotos, una de las más famosas es «365 Days of Danbo» de Arielle Nadel.
Flickr devuelve más de 36 000 fotos etiquetadas como «Danboard». En las imágenes que se encuentran en Internet, a menudo se representa a Danbo como compuesto por cajas de embalaje de Amazon.
A partir de 2012, Danbo se está utilizando como mascota para el programa tailandés de PBS «Little Citizen».
Danbo también ha inspirado una línea de aparatos electrónicos. La empresa japonesa Planex Communications ha introducido un enrutador LAN inalámbrico y un concentrador USB diseñado como la cabeza de Danbo, y Cheero tiene una línea de baterías y cables USB inspirados en el personaje.
Lo más sorprendente es que la cabeza Yotsuba Danbo también se usa como empaque para condones fabricados por la marca japonesa Okamoto.

## Meme de Internet

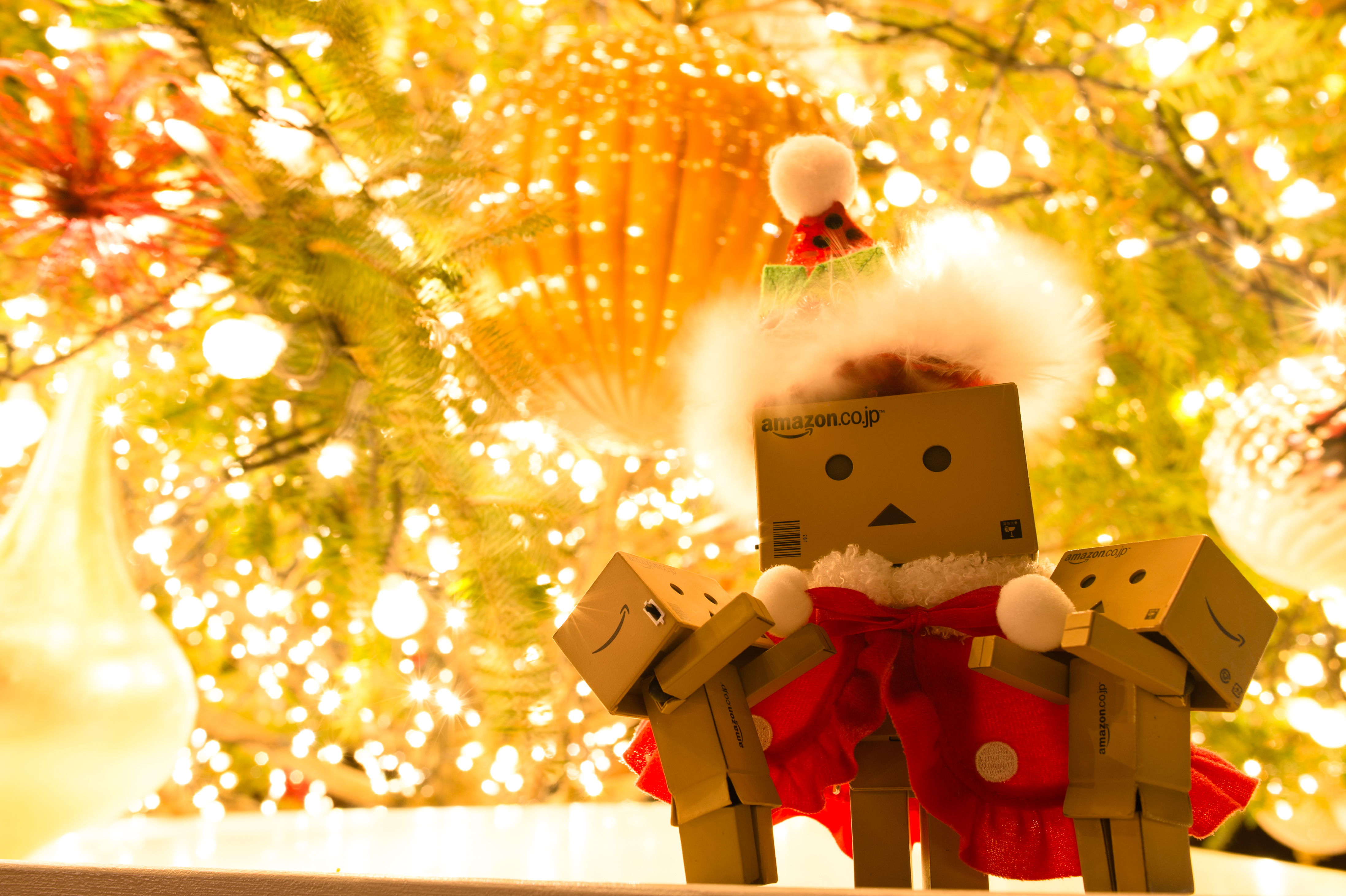
Danbo Santa Claus, Japón
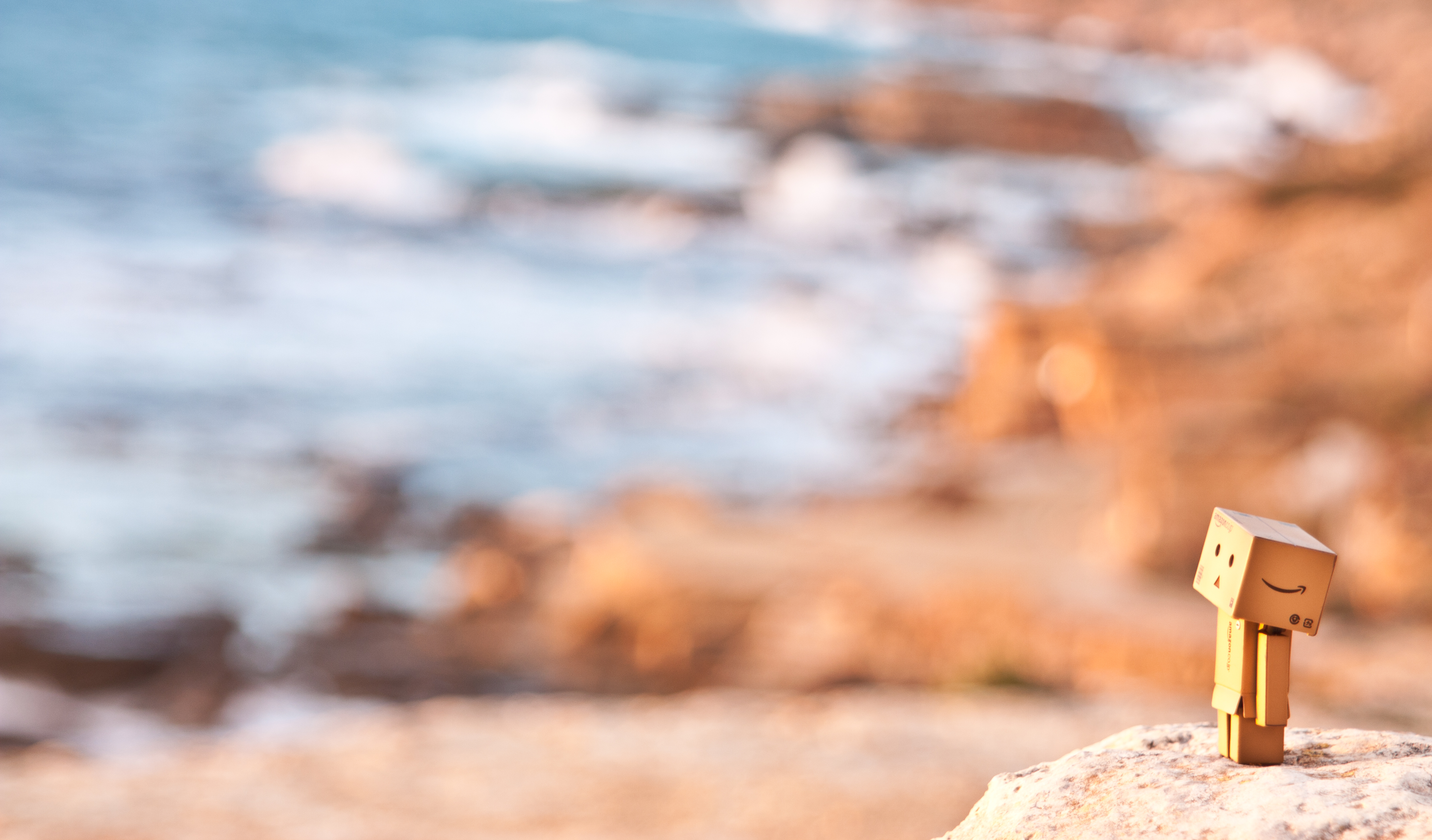
Danbo disfrutando del atardecer en Mallorca, España
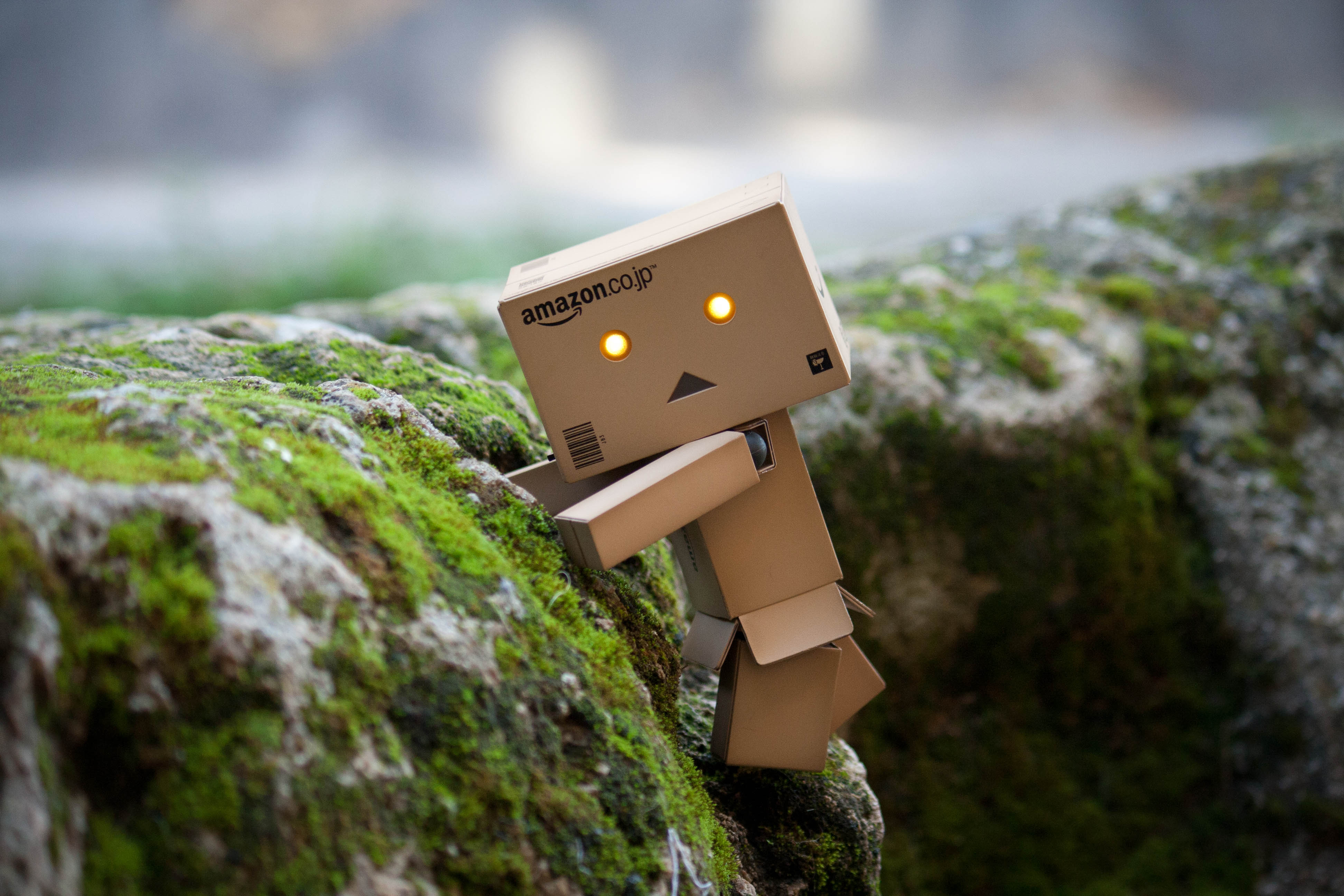
Danbo escalando.
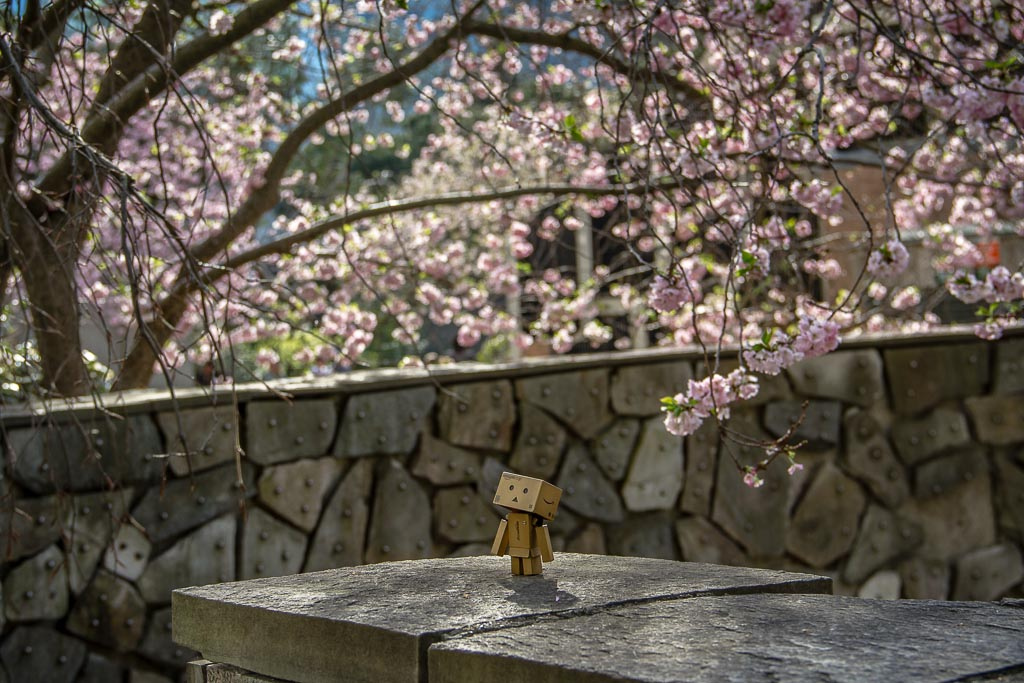
Danbo con cerezos en flor en París.
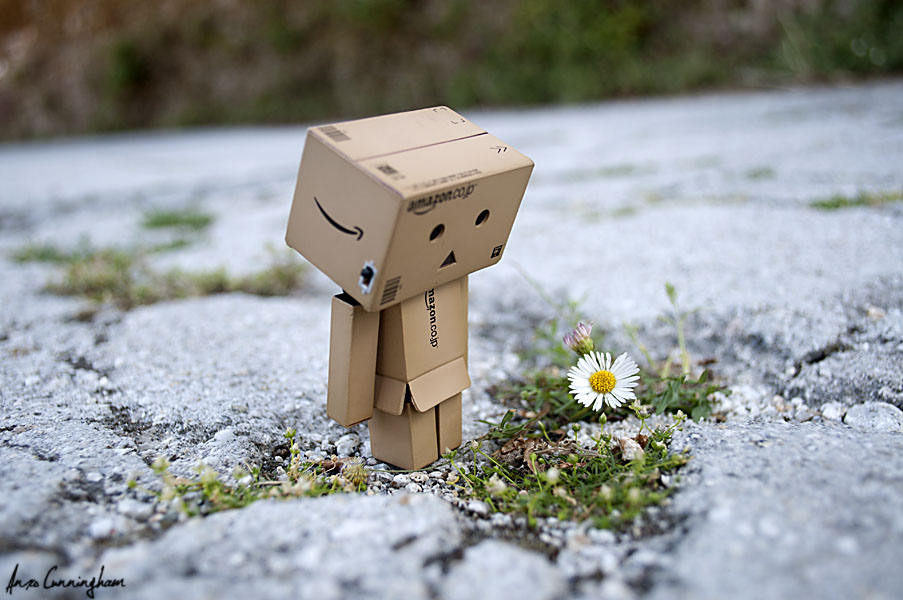
A Danbo le gustan las flores.
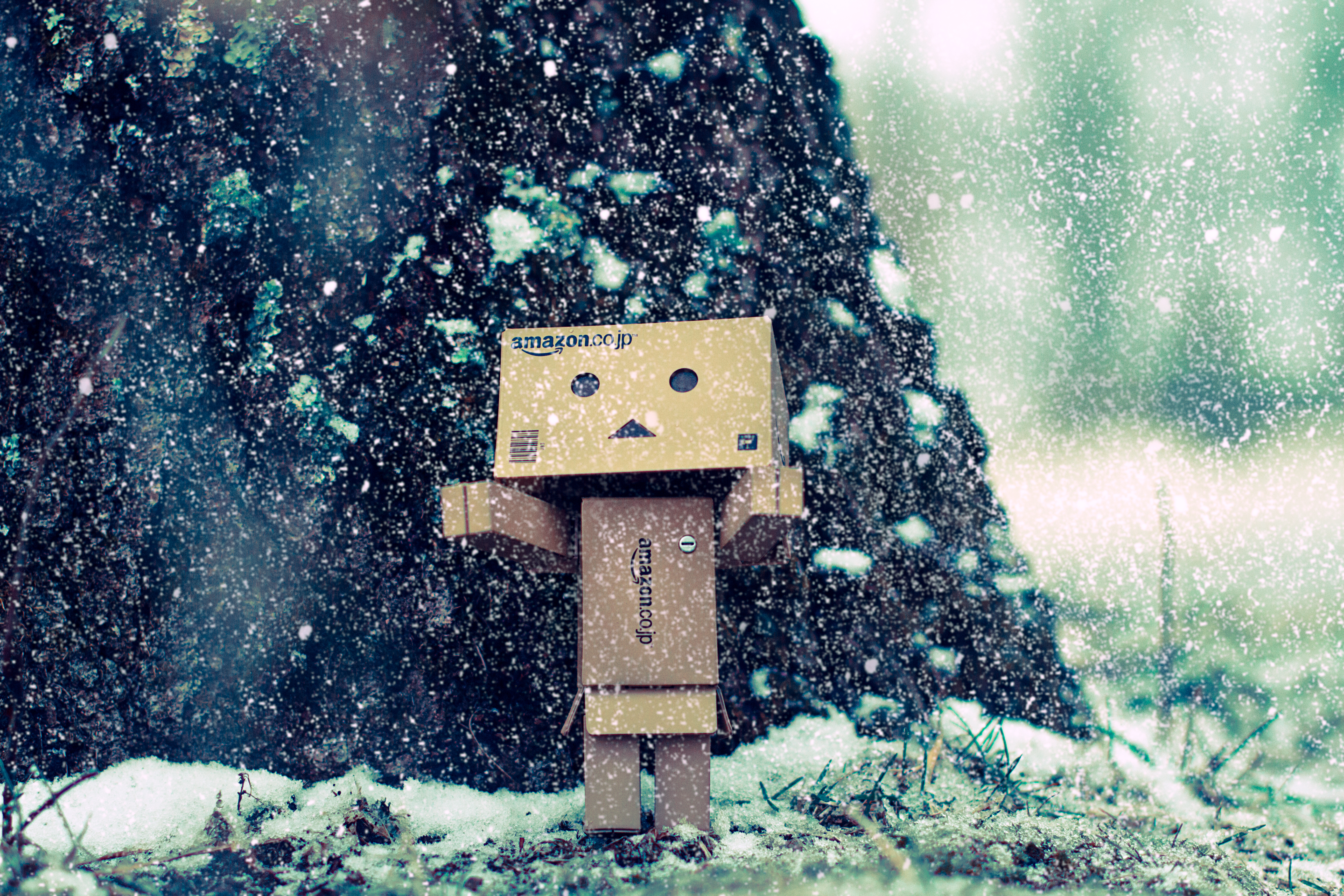
Danbo en la nieve